# صحراء الضباب الساحلية لشبه الجزيرة العربية

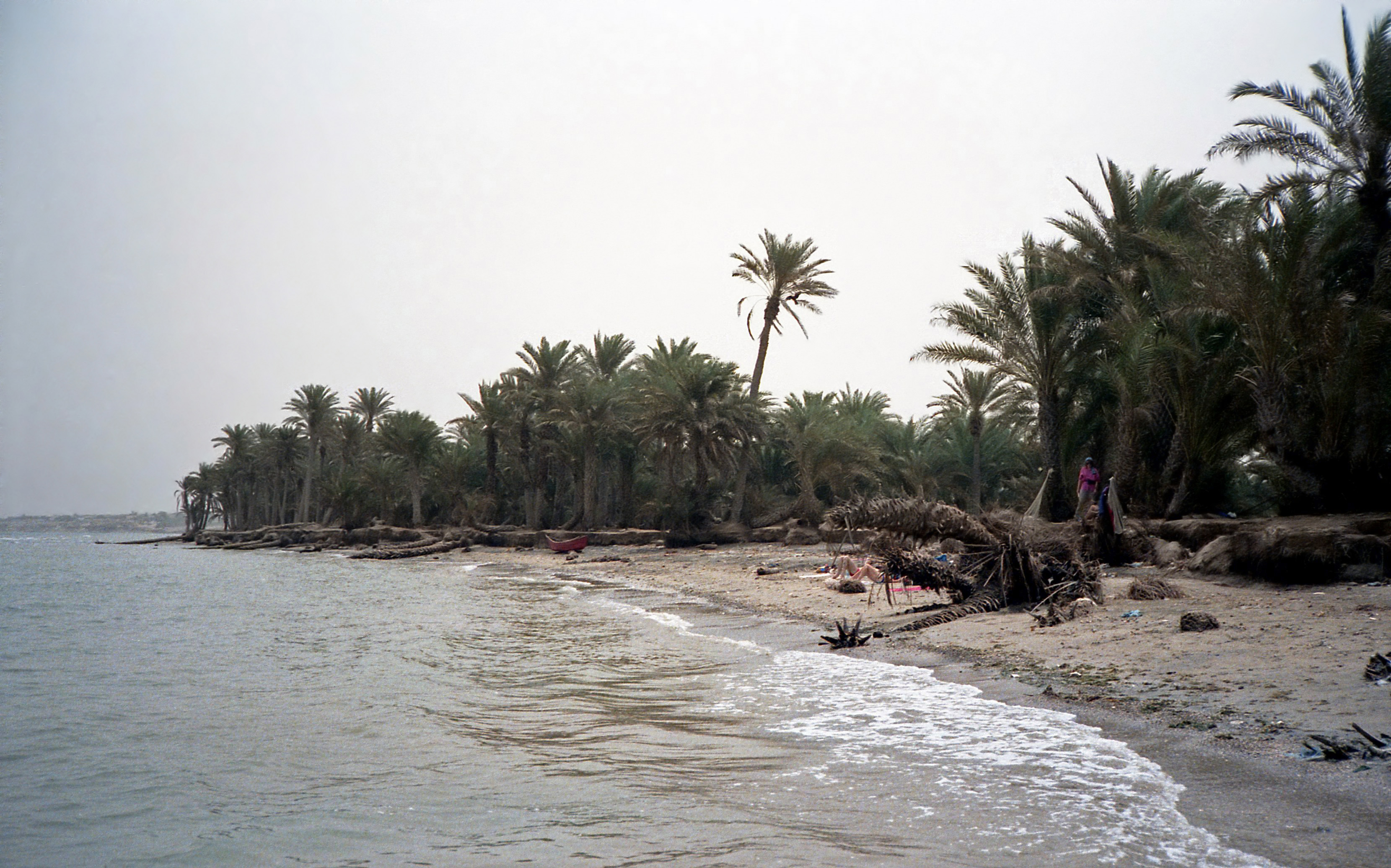
تهامة على البحر الأحمر بالقرب من مديرية الخوخة في اليمن هي جزء من هذا نظام بيئي

صحراء الضباب الساحلية لشبه الجزيرة العربية، على السواحل الجنوبية لشبه الجزيرة العربية هي منطقة بيئية تتعرض للضباب الكثيف حيث تقل الرؤية إلى 33 قدمًا (10 أمتار). تصنف على أنها صحراء ضبابية خارج الإقليم المداري الإفريقي.

## الموقع والوصف
يوجد هذا النظام البيئي على شريط على طول السواحل الغربية والشرقية من شبه الجزيرة العربية. تتبع ساحل عمان جنوبًا من جزيرة مصيرة وتصل إلى 120 كم في هضبة جدّة الحراسيسي وجبال ظفار. من هنا يستمر الشريط كشريط ضيق للغاية (عرضه 5 كم فقط) على طول ساحل اليمن وعلى ارتفاع 50 كيلومترًا سهل تهامة على طول ساحل البحر الأحمر في المملكة العربية السعودية. في عمان واليمن يتم توفير الرطوبة من خلال الضباب الكثيف الذي يخرج من المحيط خلال موسم الخريف في الرياح الموسمية، بينما يتم ترطيب سهل تهامة الحار بسبب هطول الأمطار والرطوبة العالية بشكل عام في البحر الأحمر.

## الحياة النباتية
في هذه المنطقة، على الرغم من أنها نادراً ما تمطر، فإن الضباب يوفر رطوبة كافية لتغذية قدر كبير من الأراضي العشبية والشجيرات والغابات الكثيفة. هناك أكثر من ستين نوعا من النباتات المحلية. هذا الشريط الساحلي له أهمية خاصة حيث أن الضباب ليس له تأثير في معظم شبه الجزيرة العربية فهي صحراء. تختلف النباتات بشكل تدريجي عن الساحل الذي يتميز بغابات كثيفة من ميشطة ظفارية، و سنط سنغالي والعديد من أشجار بلسان( Commiphora) الشائكة والشجيرات. يمكن العثور على أغنى النباتات في جبال ظفار التي تضم 900 نوع من النباتات بما في ذلك 60 نوعًا مستوطنًا ونوعين من الأنواع المستوطنة وهما Cibirhiza و Dhofaria. أحد هذه النباتات ، كانت شجرة اللبان (Boswellia sacra) والتي كانت مصدر ثروة كبيرة لظفار في العصور القديمة. في اليمن، يتم تغطية جانب جبل عرايس المواجه للبحر بشجيرات طشقوت أو الشِّرفِت.

## الحيوانات
تشمل العديد من الثدييات الموجودة هنا المها العربي (Oryx leucoryx) الذي أعيد إدخاله إلى البرية بعد اختفائه، والغزلان ، والنبيكس ibex ، وهو وعل نوبي (ظباء الماعز). تشمل الحيوانات المفترسة الموجودة على الساحل عناق الأرض (وشق) والذئاب العربية والضباع المخططة والنمر العربي المهدد بالانقراض (Panthera pardus nimr) التي تعيش على جبل سمحان في جبال ظفار. انقرضت الآن الغزال العربي الذي كان يعيش في شبه الجزيرة.

## التهديدات والمحافظة عليها
يتمثل التهديد الرئيسي لهذا النظام البيئي في الإفراط في الرعي بسبب الأعداد المتزايدة من الماشية وغيرها وكذلك القيادة على الطرق الوعرة والتعدي البشري. تشمل المناطق الحضرية في هذه المنطقة البيئية: في عمان ميناء الدقم وعاصمة ظفار صلالة. في اليمن، عاصمة وميناء مملكة حضرموت السابقة المكلا، وميناء عدن القديم، وموانئ البحر الأحمر في الحديدة (لا تزال أكبر مدينة على ساحل اليمن) والمخا وموقع التراث العالمي في مدينة زبيد ؛ ومدينة جازان ، سلة فواكه المملكة العربية السعودية. تشمل المناطق المحمية في سلطنة عمان محمية المها العربي المثيرة للجدل التي حدثت فيها عملية إعادة التوطين ، ومحمية جبل سمحان الطبيعية التي أنشئت لحماية النمور. هناك عدد من مناطق الطيور المهمة على ساحل اليمن ولكن لا توجد مناطق محمية رسميًا.

## روابط خارجية
- Google books
- Britannica Arabian Desert